# متحف الطفل العراقي

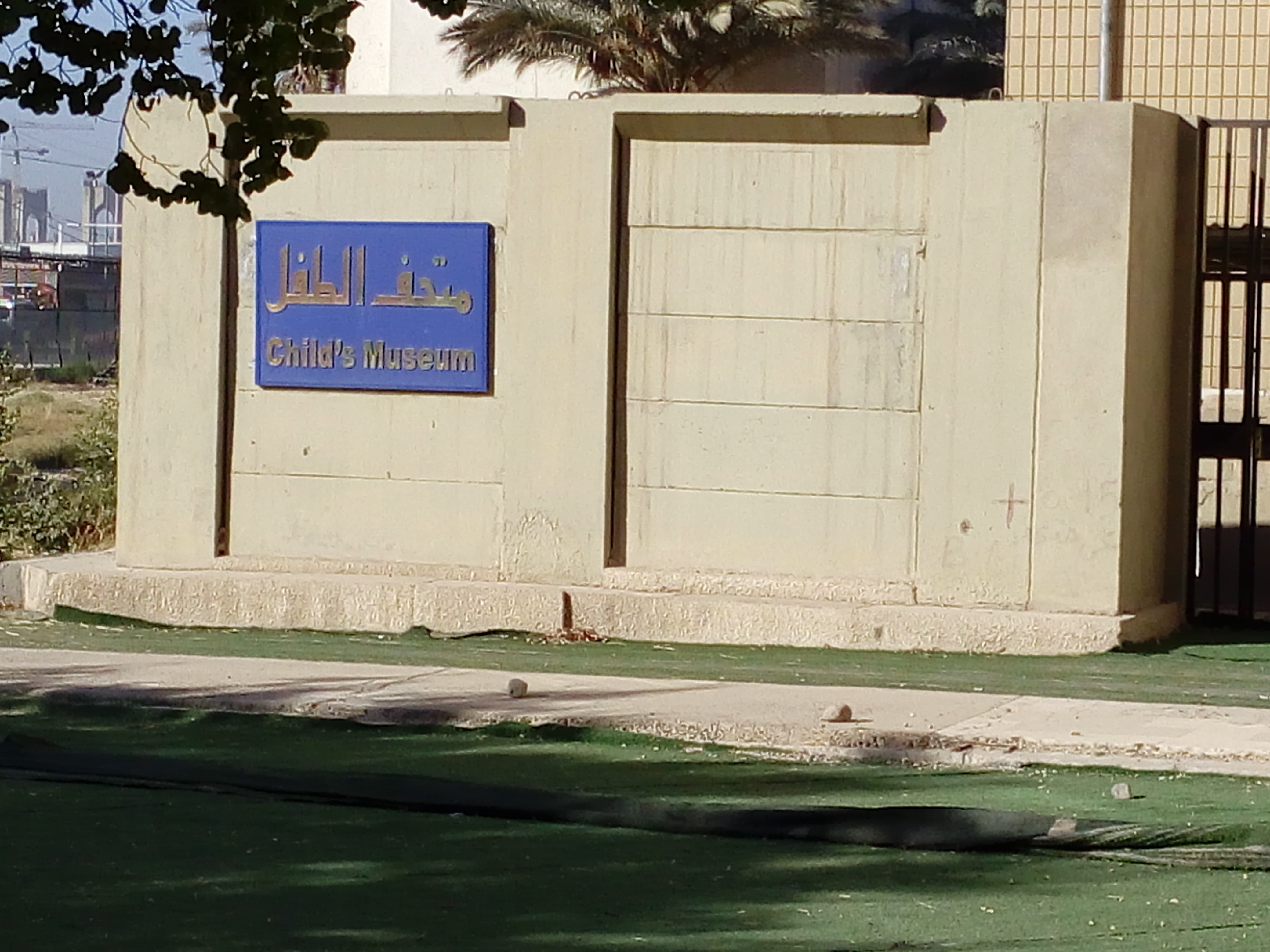
مَتحف الطفل

متحف الطفل العراقي، هو متحف موجود ضمن الأرض المخصصة لبناية المتحف العراقي، ويشغل بوابة نركال الآشورية، وهو متحف مصغر ذو هدف تربوي وتعليمي، يوصل إلى الطفل فكرة كيف عاش الإنسان القديم وكيف تعلم وكيف أخترع الكتابة وبنى قرية.
تعود فكرة إنشاء المتحف إلى عامي 1974 و1975 عندما جرت مناقشات حادة في الصحف العراقية اليومية عن المتحف، وعن ما هيته، ورأت مديرية الآثار العامة والمؤسسة العامة للآثار والتراث، إلى أن يجب استقطاب اهتمامات الأطفال، لذلك أنشئ هذا المتحف.
أفتتح المتحف عام 1977 وأغلق عام 2002 لترميمه واستمر إغلاقه بسبب احداث عام 2003، وقررت وزارة السياحة والآثار في يوم 16 نوفمبر، 2009 فتحه، وقد تضرر من الغزو الأمريكي للعراق، وتم ترميمه في عام 2005 بمساعدة يابانية، لكن انفجار سيارة مفخخة بالقرب منه في عام 2006 حالت دون افتتاحه، وفي عام 2017 تم تجديد بنايته.

## الفكرة
بين عامي 1974 و1975 جرت مناقشة حادة في الصحف العراقية اليومية عن المتحف وإذ كان مخزن منظم للتحف الأثرية أو سجل للتاريخ، يقدم الدلائل الحيوية على صحة التاريخ المدون ويقوم على تصحيحه أيضاً؟، وهل أن المتحف هو وسيلة تربوية خاضعة لتعليمات رجال التربية وعلمائها؟، وبحسب دراسات مديرية الآثار العامة والمؤسسة العامة للآثار والتراث، وتوصلت إلى أن المتحف التربوي يوجه إلى كل الأعمار والمستويات الثقافية، ورأوا أنه يجب أن يتم استقطاب اهتمامات الأطفال، لاستيعاب كل المهتمين بالمتحف ومعروضاته وبتاريخ القطر العراقي وبلاد الرافدين، والتوجه إلى المتحف كمؤسسة ثقافية وفنية تقدم الخدمات للأطفال بلغة يفهمونها وترسخ صور القطع الفنية والآثرية في الذاكرة، وعمل تجربة في القاعة الخاصة في مبنى المتحف العراقي واعتمدت الفكرة على استخدام الصور والكاريكاتير الملون والمقارنة بين القطع الأثرية القديمة وبدائلها العصرية والربط بين المناظر الأثرية والآلات العصرية خاصة الآلات الموسيقية والزوارق ولعب الأطفال. واستخدمت موديلات المدن والمعابد القديمة للتأشير على صورة المدينة القديمة واستخدمت الطيور والحيوانات المحنطة حيث عرضت إلى جنب موديلات طينية عثر عليها في التنقيبات لحيوانات وطيور.

## وسائل العرض
أعتمدت وسائل العرض على خزانات بقياس (0ر1×50ر، م) والخزانات الأفقية على ارتفاع (1,03) بالإضافة إلى لوحات ذات طبيعة طفولية رسمها مجموعة من رسامي مجلات الأطفال في العراق، والتي اختصت بموضوعات آثارية بصورة ملذة وضاحكة واعتمدت إيصال العرض الأفقي للآثار والقطع البديلة من الحياة المعاصرة.

## نقد
لم يستطع المتحف تقديم نموذج تربوي مستقل لمستوى محدد من المعلومات التاريخية المعروضة وبأسلوب مقارب لذهنية الطفل ولعمر معين، وكان الآثاث المتحفي المستخدم من النوع ذي القياسات الملائمة للكبار واليافعين كما أن الشروح المقدمة لم تكن مفصلة بدقة تتناسب مع عمر الطفل ووعيه.

## فكرة تطوير المتحف
وضعت دراسة تفصيلية للمستقبل وكانت إدارة المتحف تريد أن تجعل متحف الطفل بالمعنى النموذجي الأمثل طموحاً أن يحقق وفق هذه المعايير:
- أن يحقق أعلى نسبة ممكن في الأستيعاب.
- أن يكون متنوع الخدمات.
- أن يراعي عمل الطفل وقدرته البدنية على الحركة لزمن معين ومسافة معينة.
- أن يتناسب في اثاثه مع حجم الطفل بين سن السابعة والحادية عشر من العمر.
- أن يتكلم بلغة يفهمها الأطفال.
- أن يترك لدى الطفل شعوراً بأنه أنسان مميز في مكان مميز أيضاً وبأن تجربة زيارة المتحف هي إحدى التجارب الرئيسية في حياته.
- أن تستخدم كل الأجهزة الصوتية والضوئية البسيطة والتي يمكن للطفل نفسه مباشرة اعمل فيها من دون تعقيد لربط الوسائل التكنولوجية الحديثة بحقائق التاريخ القديم.
- تقديم صورة أولية بسيطة للأسطورة القديمة كقصة تاريخية
- تقديم نموذج منتقى لأشكال العلاقة بين الأنسان والآلة من خلال مفاهيم عصرية تجد تطورها عبر التاريخ.
- الربط بين الصوت والصورة للموقع الأثري والخارطة الأثرية التاريخية بواسطة نظام إلكتروني يستخدم شبكة معقدة تربط أهم مواقع العراق بخارطة ضوئية يرافقها شرح مسجل لكل موقع.
- تقريب صورة العمل الآثاري من ذهن الطفل بواسطة أفلام متحركة في أجهزة مختارة ولمدة لا تزيد عن 4 دقايق.
- استغلال تعب الطفل وغريزة الجوع لديه للاحتفال بهذه الزيارة في مطعم خاص للأطفال يقدم لهم الحليب والفاكهة والبسكويت.

## التنفيذ
تم اختيار نموذج البوابة الآشورية التي بنيت على أرض المتحف العراقي خلف القاعة الآشورية وهي بناية ذات برجين على ارتفاع 12 متر، يربط بينهما قوس قطره (58ر4م) على ارتفاع ستة امتار، تبلغ المساحة الصالحة في قاعدة كل برج 9,80 ×5ر6م. وباستخدام نظام هندسي لتقطيع ارتفاع البرج إلى مساحات مقاربة لمساحة قاعدته للحصول على خمسة أرضيات جديدة كل منها تخصص لفعالية معينة وفق فكرة التطوير، وكانت الأرضية العليا في الطابق الثاني هي الكبرى لأنها أمتدت فوق البرجين والقوس الذي يربط بينهما، ولم يطرأ أي تغيير في منظر البرج الخارجي نتيجة الأعمال الهندسية والإنشائية الداخلية وقسمت القاعات وواجباتها على النحو الأتي:
- القاعة الأرضية في البرج الأيسر الجنوبي: وهو القريب إلى شارع جمال عبد الناصر واستخدمت القاعة الأرضية فيه كغرفة استقبال واستعلامات ومساحتها 80ر9 × 15ر6م.
- الطابق الأول وترتقي إليه من سلم في نهاية القاعة الأرضية وفيه مسرح للدمى يقدم مسرحية أسطورية سومرية.
- الجزء الأول من قاعة الطابق الثاني بمساحة 15ر9 × 15ر6 م وهي القاعة الممتحدة حتى البرج الثاني وتحتوي على خزانات عرض مع بانوراما لحياة الإنسان في الكهف. وخريطة أثرية للعراق ضوئية وصوتية وتشمل على خزانات ممتدة على جزئين في هذه القاعة الطويلة ومساحة كل القاعة هي 10ر18×5ر9م وتنتهي بسلم يهبط إلى عمق البرج الثاني وهو البرج الشمالي الأيمن.
- القاعة في الطابق الأول من البرج الثاني وهي مقسمة إلى ثماني كابينات خشبية في كل منها جهاز لعرض أفلام الكاسيت الملونة وتتسع كل كابينة 4 أطفال وتبلغ مساحتها 10ر9م × 30،6م.
- قاعة أرضية في البرج الثاني وهي مخصصة لتناول المرطبات والفواكة وهذه القاعة مصممة مثل الكافتيريا ومجهزة بكل وسائل الرائحة وتبلغ مساحتها 70ر9م×20ر6م.[َ 10]

## نظام الزيارة
لقد وضع نظام للزيارة وذلك لضمان سيولة الحركة وقدرة الطفل لاستيعاب الكامل وبدون تدافع أو المرور السريع على الخزانات وكان نظام الزيارة مبني على الحجز المسبق للمتحف لمدة ساعة ونصف لكل صف وبإمكان المدرسة الواحدة حجز المتحف لثلاثة صفوف في كل مرة. وكانت الزيارة على الآتي:
- مشاهدة مسرح الدمى.
- الارتقاء إلى قاعة المعروضات والانقسام إلى مجاميع صغيرة لكل مجموعة منها دليل يقوم بالشرح المبسط وبأسلوب تشويقي لمعروضات كل خزانة.
- الهبوط إلى القاعة المظلمة والتي هي قاعة المرئيات والصوتيات، وبها ينقسم الإطفال إلى مجاميع، وكل مجموعة في كابينة خاصة لمشاهدة فيلم قصير يعرض مواضيع تخص الآثار لمدة اربع دقائق، وبعد ذلك ينزل الجميع إلى الكافتريا حيث توزع عليهم الفواكة والمرطبات ثم تلتقط لهم الصور ويودعون.[َ 11]

## الحجز
واعتمد أسلوب الحجز على التعميم لكل مدارس البلد ومن خلال وزارة التربية ومديريات التربية العامة في المحافظات في بداية كل سنة دراسية ويرفق بالتعميم نموذج استمارة يكتب فيها اسم المدرسة والصف واسم المعلمة المرافقة ويعتمد على رسالة جوابية من المتحف لنفس المدرسة يحدد فيها الموعد بالساعة واليوم وعدد الصوف وقد يحجز المتحف لنفس المدرسة لعدة أيام متتالية إذا كانت الصفوف فيها كثيرة.

## المعروضات
هنالك 27 خزانة بثلاث أنواع وبأربع قياسات، وكذلك الخارطة الضوئية والصوتية وتحتوي على أشارات ضوئية لمواقع 17 مدينة وقرية أثرية ترتبط بهما تشكيلة من الصور الفوتوغرافية لأهم آثار هذه المواقع مع شرح بالكاسيت المسجل لكل موقع يرتبط كل منها بزر كهربائي يضغط عليه الطفل فتضاء الصورة والنقطة الجغرافية، كذلك أحتوى المتحف على 110 قطعة أثرية حقيقية في الخزانات بالإضافة إلى وسائل وأجزاء من لعب ولعب عصرية مثل الدمى والميكانو والليغو والصور التخيلية والآلات الصغيرة مثل ماكنة الخياطة والكهربائيات واستخدمت البدائل الحديثة للقطع الأثرية قلم الكتابة المحبرة والطوابع والأدوات الكهربائية والأضاءة والأقداح والأواني المعدنية والزجاجية. وتشمل الخزانات جملة وتفصيلاً ما يلي:
- خزانة لللآلات الحجرية الأولى مقاشط وفؤوس وآلات.
- خزانة للالات القاطعة وبدائلها الحديثة.
- خزانة للأختام الأسطوانية ومقارنة والاقلام والكتابة الحديثة.
- خزانة للخياطة والملابس.
- خزانة لدمى الأطفال الحيوانية.
- خزانة لدمى الأطفال والتي تحتوي على لعب وأثاث مصغر
- مجموعة خزانات للفخار
- خزانة تعرض البطارية الأولى في التاريخ مع تشكيلة كهربائية.
- خزانة تعرض آثاراً إسلامية مختلفة.

وتعرض كاسيتات الأفلام الأفلام التالية:
- اكتشاف النار.
- الكتابة على الطين.
- النقش على الحجر.
- المستنصرية.
- القصر العباسي.
- جامع الجمعة في سامراء.
- بابل
- القصر الجنوبي
- التنقيب في حمرين بموقعي أبو القاسم وتل كبة.

وتحتوي الكافيتريا على ثمانية مناضد دائرية وأثنان وثلاثون كرسي صغير بالإضافة إلى مطبخ صغير وأجهزة تبريد العصير وغلي الماء وغسل الأكواب.
وتحتوي على 14 لوحة تمثل المناظر التالية:
- البساط الطائر فوق بغداد.
- جني علاء الدين.
- احتفال في زقاق مع آلات موسيقية.
- ممرضة تداوي أسداً جريحاً.
- فارس عربي.
- انسان من العصر الحجري يصنع تلفزيوناً من قطع حجرية.
- طفل ينجح في نحت لوحة حجرية بالخط المسماري.
- منظر لاطفال يستخرجون رأس سرجون الأكدي برافعة
- غواص في البحر
- حيوان الديناصور مع شرطي مرور
- أبو القاسم الطنبوري وحذاؤه
- طفلة تحمل دمية أثرية
- طفلة في ملابس سومرية يسحب عربة أثرية.
- فريق كرة قدم أمام حارس مرمى سومري.

وبلغ عدد المدارس للسنة الأولى من افتتاح المتحف عام 1980، 23 مدرسة، و98 صفاً، و3210 طفلاً.

## أراء الأطفال
أتفق كل الأطفال أن مسرح الدمى جميل وأن قاعة المرئيات مثيرة لانها غريبة. أما قاعة المعروضات فكان الاستيعاب مختلفاً باختلاف الاعمار وسنوات الدراسة وكانت الخارطة الضوئية مثيرة لديهم إلا أن الوقت المحدد لاستخدامها قصير لكل طفل. وكانت الكافيتريا استراحة جميلة لهم جميعاً.

## إغلاق متحف الطفل وإعادة افتتاحه
قررت وزارة السياحة والآثار في يوم 16 نوفمبر، 2009 افتتاح متحف الطفل تزامناً مع احتفالات يوم بغداد بعد إغلاقه لأكثر من سبع سنوات نتيجة تعرضه لأعمال سلب في عام 2003 فضلاً عن تضرره من أعمال العنف، وقد تمت إعادة تأهيل المتحف بدعم من اليابان عام 2005، إلا أن انفجار سيارة مفخخة بالقرب منه عام 2006 أدى إلى تعرضه إلى أضرار حالت دون افتتاحه أمام الجمهور، وقد أفتتح المتحف أول مرة عام 1977 إلا أنه أغلق عام 2002 لترميمه واستمر إغلاقه بسبب أحداث عام 2003.
قامت منظمة بصمة أمل، بعمليات تجميل متحف الطفل العراقي، حيث قامت برفع الأ، ساخ وتنظيف الحدائق المحيطة بالمتحف، والاستعانة بالصاروخيات الخاصة بخراطيم المياه لغسل الجدران الخارجية ومعالجتها ووضع الطلاء الأولي ومن ثم الطلاء الثانوي، وأنجز بوقت قياسي قدره 15 يوماً أستمر من ساعات الصباح الباكر حتى ساعات متأخرة من الليل، لافتتاحه أمام الزائرين.

## وصلات خارجية
- منظمة بصمة أمل تعيد ترميم متحف الطفل العراقي بعد 14 عام من "الإهمال" اليوتيوب
- منظمة بصمة امل - تقرير قناة العراقية لحملتنا تجميل متحف الطفل في بغداد